# Gaston Schaber
Gaston Schaber (*  4. Februar 1926 in Luxemburg; † 27. März 2010) war ein Luxemburger Psychologe. Er war Mitbegründer des Centre d’Etudes de Populations, de Pauvreté et Politiques Socio-Economiques / International networks for studies in technology, environment, alternatives, development (CEPS/INSTEAD).
1968 bis 1991 lehrte er Psychologie an der Universität Lüttich. Der Direktor des Pädagogischen Instituts (später: Iserp – Institut Supérieur d’Études et de Recherches Pédagogiques) in Walferdingen gründete im Rahmen des europäischen Programms zur Armutsbekämpfung 1978 die Groupe d’étude pour les problèmes de la pauvreté (GEPP) asbl, aus der 1982 das Centre d’études, de populations, de pauvreté et de politiques socio-économiques (CEPS) asbl entstand, welches 1985 in Centre d’études, de populations, de pauvreté et de politiques socio-économiques / International networks for studies in technology, environment, alternatives, development (CEPS/INSTEAD) umbenannt wurde.
Von 1985 bis 1991 war Schaber Erster Regierungsrat in der Regierung von Jacques Santer (Christlich Soziale Volkspartei). Er erreichte, dass dem CEPS 1989 durch Gesetz der Status einer öffentlichen Forschungseinrichtung zuerkannt wurde.

## Veröffentlichungen
- Les mesures dans le domaine de l’emploi en faveur des groupes de personnes particulièrement désavantagées sur le marché du travail. (gemeinsam mit Alain Wagner)[2]
- La mise en oeuvre des politiques sociales et économiques en faveur des personnes âgées au Grand-Duché de Luxembourg : rapport national pour la Commission des Communautés européennes et l’Observatoire européen portant sur le vieillissement démographique et les personnes âgées. (gemeinsam mit Patrick Bousch)[3]
- L’intégration sociale des personnes âgées au Grand-Duché de Luxembourg : rapport national pour la Commission des Communautés européennes et l’Observatoire européen du vieillissement. (gemeinsam mit Patrick Bousch)[4]
- Zur interregionalen und internationalen Vergleichbarkeit von Firmenpanel-Studien.[5]
- Armut in Luxemburg? ein Beitrag ohne Bilder.[6]
- Les désavantages de la pauvreté : définitions, mesure et réalités en Europe.[7]
- Le poids de l’inadaptation au milieu scolaire dans le processus délinquantiel : rapport de recherche / recherche commanditée par le fonds de la recherche scientifique et collective. (Projektleiter: G. Schaber. Mitarbeiter: Pierre Hausman, Michelle Beaufils, Madeleine Boniver, Andrée Kerger).[8]